# Sumienie faryzejskie
Sumienie faryzejskie – typ deformacji sumienia, polegający na odwróceniu hierarchii wartościowania. Osoba z taką deformacją jest szczególnie uwrażliwiona na sprawy drugorzędne, pomijając istotne kwestie moralne. Nazwa pochodzi od faryzeuszów – żydowskiego stronnictwa religijno-politycznego.
Określenie używane jest wobec osób, które nie stawiają na pierwszym miejscu przykazań bożych jak np. miłości bliźniego. Zamiast nich wybierają budowanie opinii na swój temat u innych poprzez m.in. zewnętrzne praktyki religijne, jednocześnie stawiając większe wymagania bliźnim niż sobie.